# Monastero di Clonmacnoise
Il monastero di Clonmacnoise (Cluain Mhic Nóis in gaelico irlandese, che significa "Tenuta dei figli di Nós") è situato nell'Offaly, Irlanda, sulla rive dello Shannon a sud di Athlone.
Raggiungibile sia via terra con qualsiasi mezzo, sia anche via fiume con crociere organizzate, è uno dei siti archeologici e luoghi turistici principali d'Irlanda.
Clonmacnoise è anche il nome dell'abitato adiacente al monastero, un discreto villaggio di pochi abitanti sulla strada R444.

## Storia
Clonmacnoise fu fondato nel 545 da San Ciarán nel luogo dove le principali strade dell'epoca da est ad ovest si incontravano, attraverso le brughiere dell'Irlanda centrale fino ad Eiscir Riada, una morena (o esker in Irlanda, da eiscir appunto) sullo Shannon creatasi col ritiro dei ghiacci dell'ultima era glaciale. San Ciarán era stato un discepolo di San Diarmuid e San Finnian di Clonard.
Poco dopo il suo arrivo, Ciarán incontrò Diarmait mac Cerbaill che lo aiutò a costruire la prima chiesa — una piccola struttura lignea e la prima di tante piccole chiese ad essere dotate di un chiostro. Diarmuid presto reclamò l'onore di essere appellato come primo Sovrano supremo d'Irlanda cristiano.
Ciarán morì dopo un anno dell'imperversare della peste gialla, alla giovane età di poco più di trent'anni.

## Edifici e croci

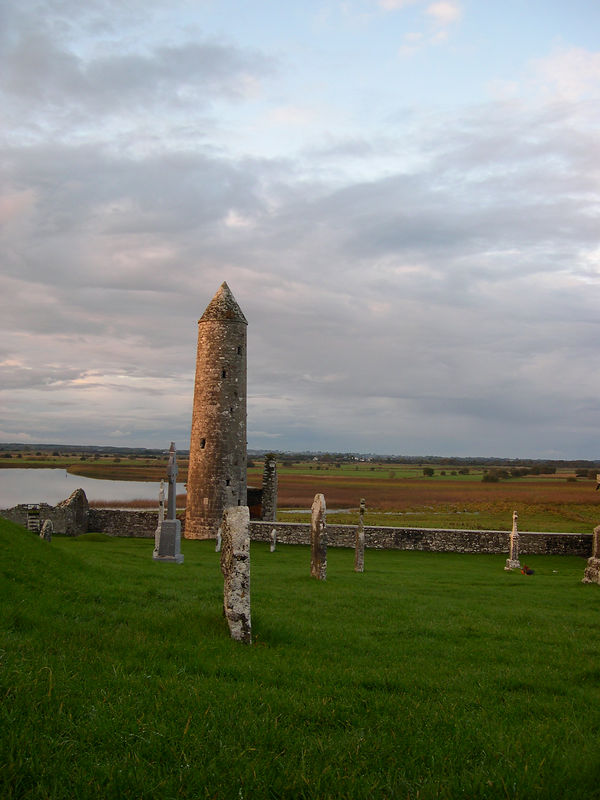
Temple Finghin e relativa torre circolare.

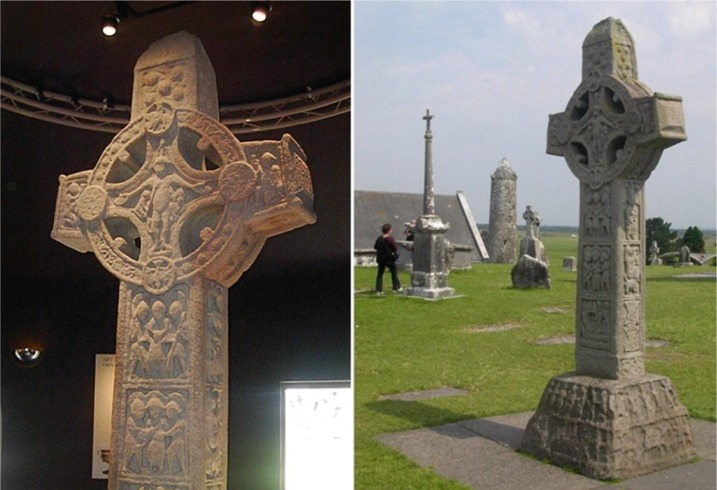
Croce delle Scritture
L'originale nel museo e la copia all'esterno.

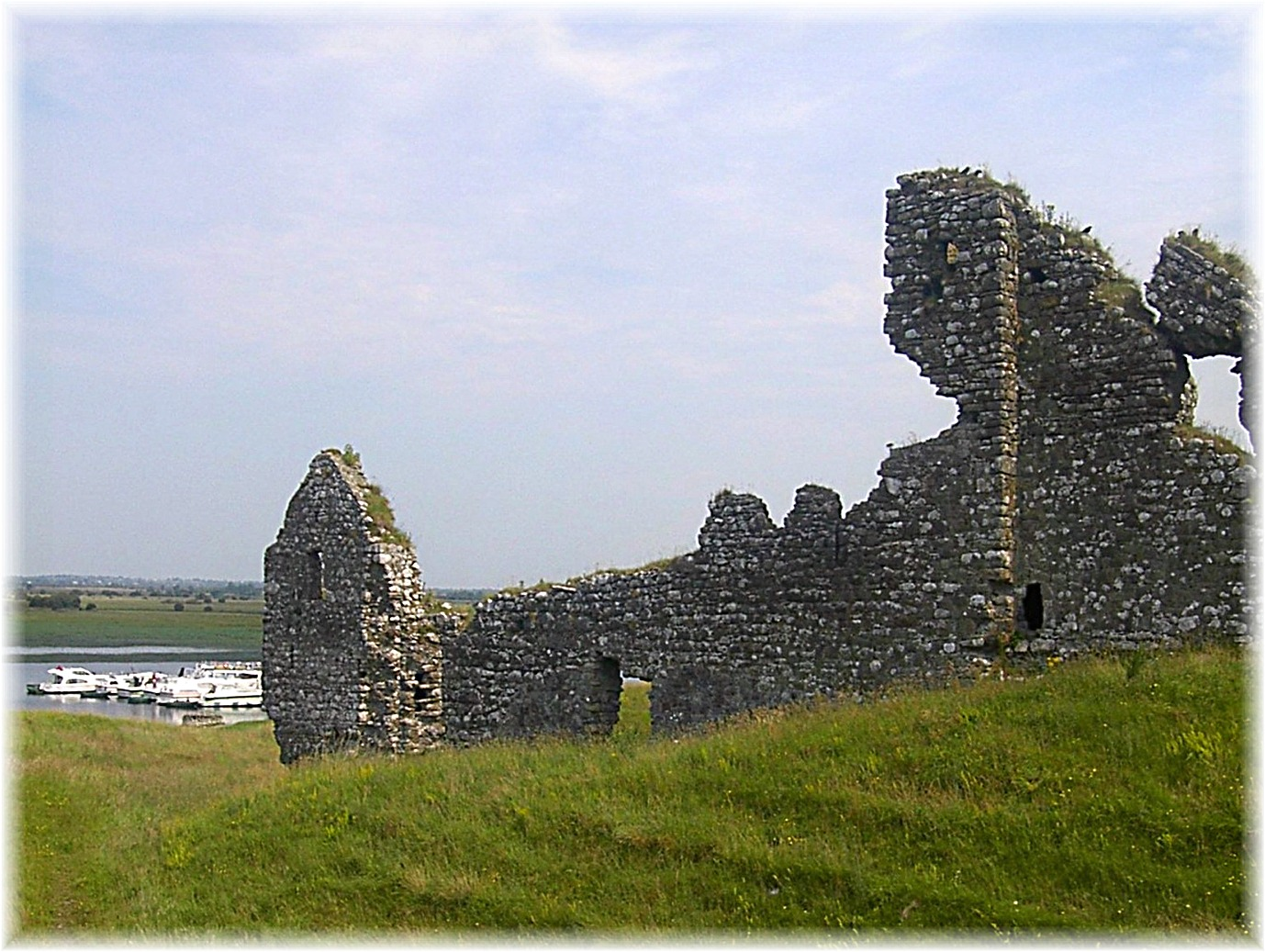
Cattedrale

1. Temple Finghín. Chiesa romanica con torre circolare annessa, databile al XII secolo. Nel 1864 questo edificio fu soggetto a vandalismi di un individuo di Irlanda in "gita di piacere" in un pellegrinaggio alle Sette Chiese (come veniva spesso chiamato in passato il monastero). L'edificio acquisì notorietà quando fu iniziata una persecuzione nei confronti del vandalo da parte della Corona, su iniziativa della Royal Society of Antiquaries of Ireland. Ciò che rimaneva dei fondi stanziati per ricercare il malfattore fu impiegato successivamente dalla società per riparare il tetto della torre campanaria che versava in stato di degrado.
2. Temple Connor. Chiesa usata dalla Church of Ireland fino al XVIII secolo.
3. Torre Circolare (Round Tower). Il Chronicum Scotorum, testimonia che la torre fu ultimata nel 1124 da Turlough O'Connor, Re del Connacht, e Gilla Christ Ua Maoileoin, abate di Clonmacnoise. Undici anni dopo fu colpita da un fulmine, che distrusse la parte superiore dell'edificio: l'attuale parte che si vede oggi fu ricostruita successivamente, mentre si discute se il materiale originale danneggiato dal fulmine sia stato utilizzato per la costruzione o eventuali riparazione di Temple Finghín.
4. Croce Nord (North Cross). La più antica delle quattro croci. Eretta intorno all'anno 800 d.C., ne rimane qualche parte di pietra arenaria.
5. Temple Kelly.
6. Temple Ciarán. Con dimensioni di soli 2,8 metri x 3,8, è la più piccola chiesa di Clonmacnoise. Si ritiene contenga la tomba del fondatore San Ciaran.
7. Croce delle Scritture (Cross of the Scriptures): alta circa 4 metri, questa enorme croce scolpita di arenaria è una delle più pregevoli e meglio conservate croci celtiche irlandesi, oltre che di notevole interesse per le iscrizioni tutt'oggi ben visibili, con preghiere per Flann, Re d'Irlanda, e Colmán che scolpì la croce, entrambi autori principali della costruzione della vicina Cattedrale. La croce fu ricavata da un singolo blocco di arenaria intorno al 900 d.C.: la superficie è stata divisa in due pannelli, che mostrano varie scene della Bibbia come la Crocifissione, il Giudizio universale e Cristo nel sepolcro.
8. Cattedrale (o daimliag in gaelico irlandese, che significa letteralmente "chiesa di pietra", a distinguerla da i più antichi edifici in legno). Costruita originariamente nel 909 (come testimonia il Chronicum Scotorum) da Flann Sianna, Re di Tara, e dall'abate Colmán, ha subito varie modifiche successive, come l'aggiunta del porticato occidentale, del 1180, e di quello settentrionale spesso chiamato Portica di Dean Odo per le sue iscrizioni, che invece è di metà del XV secolo ed è in stile gotico. La più grande delle chiese di Clonmacnoise, ospita anche i resti di Rory O'Connor, l'ultimo Sovrano supremo d'Irlanda, che fu sepolto nei pressi dell'altare nel 1198.
9. Temple Melaghlin. Costruito intorno al 1200
10. Museo
11. Croce Sud (South Cross).
12. Temple Dowling. Costruito intorno all'XI secolo, prende il nome da Edmund Dowling, che lo restaurò nel 1689.
13. Temple Hurpan. Costruito nel XVII secolo.
14. Entrata